# Eugen Roth
Pour les articles homonymes, voir Roth.
Eugen Roth (né le 24 janvier 1895 à Munich et décédé le 28 avril 1976 dans la même ville) est un écrivain et poète allemand. Ses œuvres ont pour la plupart un caractère humoristique. Son livre Ein Mensch est une des œuvres les plus lues du monde germanophone.

## Biographie
Eugen Roth est le fils du journaliste et écrivain munichois Hermann Roth. Il fréquente les Gymnasium de Munich et de l'abbaye d'Ettal.
Lors de la Première Guerre mondiale, il s'engage en tant que volontaire dans le 16e régiment de réserve d'infanterie bavarois. Il y  est rapidement gravement blessé en octobre 1914. Cela marque la fin de sa carrière militaire.
Par la suite il étudie l'histoire, l'histoire de l'art, la germanistique et la philosophie à la LMU. Il y passe sa thèse en 1922. De 1927 à avril 1933, moment auquel il est renvoyé par les nazis, il est correspondant local du Münchner Neueste Nachrichten  .
En 1935, son livre Ein Mensch (Un homme) paraît dans une petite maison d'édition. Ses vers sur les hommes et leurs faiblesses ont un ton humoristique. Il devient soudainement un écrivain à succès. Ein Mensch se vend ainsi à 450 000 exemplaires, Die Frau in der Weltgeschichte (la femme dans l'histoire du monde) à 240 000 exemplaires et Wunderdoktor (un docteur merveilleux) à 230 000 exemplaires. Malgré ses vues antimilitaristes, il est enrôlé lors de la Seconde Guerre mondiale et lit ses œuvres devant les troupes. Une édition spéciale de Ein Mensch est éditée pour la Wehrmacht : Ein Mensch lädt Kameraden ein / mit ihm ein Stündchen froh zu sein (un homme invite ses camarades / à passer une heure de gaieté avec lui).
Après la guerre, Roth analyse avec un œil critique son rôle dans la période du Troisième Reich. Le succès de ses livres ne se dément pas. Il reçoit la croix de commandeur de l'ordre du Mérite de la République fédérale d'Allemagne. Eugen Roth est enterré près de là où il a toujours vécu, au cimetière de Nymphenburg à Munich.

## Œuvre
- (de) Der Ruf, Berlin, Der Weiße Ritter Verlag, 1923
- (de) Ein Mensch. Heitere Verse, Weimar, Duncker, 1935
- (de) Die Frau in der Weltgeschichte. Ein heiteres Buch, Weimar, Duncker, 1936 avec 60 images de Fritz Fliege
- (de) Das große Los. Nach alten und neuen Berichten dargestellt, Munich, Knorr & Hirth, 1938
- (de) Der Wunderdoktor. Heitere Verse, Weimar, Duncker, 1939
- (de) 150 Jahre Verlag Gerhard Stalling Oldenburg, 1789–1939, Oldenbourg, G. Stalling, 1939
- (de) Recht, Erzählung, Weimar, Alexander Dunker, 1939
- (de) Der Fischkasten. Erzählungen, Leipzig, Verlag von Philipp Reclam, coll. « Reclam Universal-Bibliothek », juin 1942, chap. 7533
- (de) Tierleben, t. 1, Munich, Hanser, 1948 avec des images de Julius Himpel
- (de) Tierleben, t. 2, Munich, Hanser, 1949
- (de) Heitere Kneipp-Fibel. Mit Zeichnungen von Claus Arnold, Munich, Ehrenwirth, 1954
- (de) Doktor Eugen Roths Humorapotheke, Munich, Hanser, 1957
- (de) Von Mensch zu Mensch, Munich, Hanser, 1960 pour son 65eanniversaire
- (de) Von Mensch zu Mensch, Dusseldorf, Deutscher Bücherbund, 1960 avec des illustrations de Alfred Zacharias
- (de) Lebenslauf in Anekdoten, Munich, Hanser, 1962
- (de) Der letzte Mensch. Heitere Verse, Munich, Hanser, 1964
- (de) Das Eugen-Roth-Buch, Munich, Hanser, 1966
- (de) Das neue Eugen-Roth-Buch, Munich Hanser, 1970
- (de) Erinnerungen eines Vergeßlichen. Anekdoten und Geschichten, Munich, Hanser, 1972, 160 p. (ISBN 3-446-11582-X)

## Distinctions
- 1952 prix artistique, catégorie littérature de la ville de Munich
- 1960 Ordre bavarois du Mérite
- 1965 Commandeur de l'ordre du Mérite de la République fédérale d'Allemagne
- 1976 Ernst-Hoferichter-Preis